# École autonome de perfectionnement
Les écoles  autonomes de perfectionnement pour les enfants arriérés ont été créées en France par la loi du 15 avril 1909. Comme les classes de perfectionnement, elles assurent une formation de niveau primaire, mais disposent très souvent d'un internat.
Les écoles de perfectionnement évolueront jusqu'en 1985 puis seront transformées en établissement régional d’enseignement adapté (EREA).

## Historique
La possibilité de créer des écoles autonomes de perfectionnement a été donnée en 1909. En effet, bien que cette création soit décidée par une loi, elle reste facultative : "Sur la demande des communes et des départements", et à la charge des communes ou des départements.
Il faut attendre 1951, pour que ces écoles deviennent des écoles nationales de perfectionnement et soient reconnues comme " des établissements publics de l’État dotés de la personnalité civile et de l’autonomie financière", et 1954 pour que les règles d'administration de ces écoles soient définies.
Les instituteurs en charge de l'enseignement général, comme les directeurs, devaient être titulaires du Certificat d'aptitude à l'enseignement des enfants arriérés (CAEA).
En 1985, la politique de décentralisation conduit à transformer les écoles nationales de perfectionnement en établissements régionaux d'enseignement adapté (EREA).

## Organisation et fonctionnement
Les écoles de perfectionnement ont été « créées pour les enfants arriérés des deux sexes ». Elles assuraient l’instruction primaire et l’enseignement professionnel des enfants jusqu'à 16 ans. Elles retenaient donc les enfants 3 ans au-delà de l'instruction obligatoire.
Les classes pouvaient accueillir normalement 15 élèves, et jusque 20 exceptionnellement.
Les enseignements étaient dispensés tous les jours sauf le jeudi après-midi et le dimanche.